# 若夫克瓦
若夫克瓦（烏克蘭語：Жовква，羅馬化：Zhovkva，發音：[ˈʒɔu̯kwɐ]），亦译为若尔克瓦，是乌克兰利沃夫州利沃夫区若夫克瓦市镇内的城市及该市镇的行政中心，2020年7月18日前为若夫克瓦區的行政中心。該市距離州府利沃夫25公里，面積7.6平方公里，海拔高度270米，2022年人口数量为13,852人。

## 歷史
1597年由波蘭貴族、軍事指揮官斯坦尼斯瓦夫·若乌凯夫斯基（波蘭語：Stanisław Żółkiewski）建立，以其姓氏命名。
17世紀成為波蘭國王兼立陶宛大公扬三世·索别斯基的宮邸所在地，也形成信仰、藝文、工商重鎮。
1676年路易十四造訪昭爵城，頒授圣灵勋章給扬三世。
1683年维也纳之战勝利後，1684年教宗依諾增爵十一世將該城贈與扬三世，成為波蘭王室所有。此時代的代表古蹟有昭爵宮（波蘭語：Zamek w Żółkwi）和聖勞倫教堂（波蘭語：kolegiata św. Wawrzyńca w Żółkwi）。
1772年第一次瓜分波兰開始，到1918年，成為奧地利帝國以及隨後的奧匈帝國所轄。
1919年5月開始，由波兰第二共和国控制，後來劃歸利沃夫省所轄。
1944年7月，蘇聯佔領該地，1945年正式將之劃入蘇聯乌克兰苏维埃社会主义共和国境內。
1951年，该地以一战俄国飞行员彼得·涅斯捷罗夫的名字更名为“涅斯捷罗夫”（Нестеров），他于1914年在若夫克瓦附近成为航空史上首位进行空中撞击的人。
1991年苏联解体，该城随乌克兰一并独立，次年恢复“若夫克瓦”一名。

## 友好城市
- 波蘭 切沙努夫
- 波蘭 扎莫希奇
- 波蘭 瓦什丘夫乡（波兰语：Łaszczów (gmina)）
- 波蘭 茹乌凯夫卡乡（波兰语：Żółkiewka (gmina)）
- 波蘭 赫魯別舒夫
- 波蘭 文奇納縣
- 波蘭 克拉斯內斯塔夫
- 波蘭 盧巴丘夫
- 波蘭 盧布林地區托馬舒夫
- 波蘭 文格魯夫

## 当地名人
- 赫希·劳特派特：奥地利归化英国著名国际法学家。

## 图集

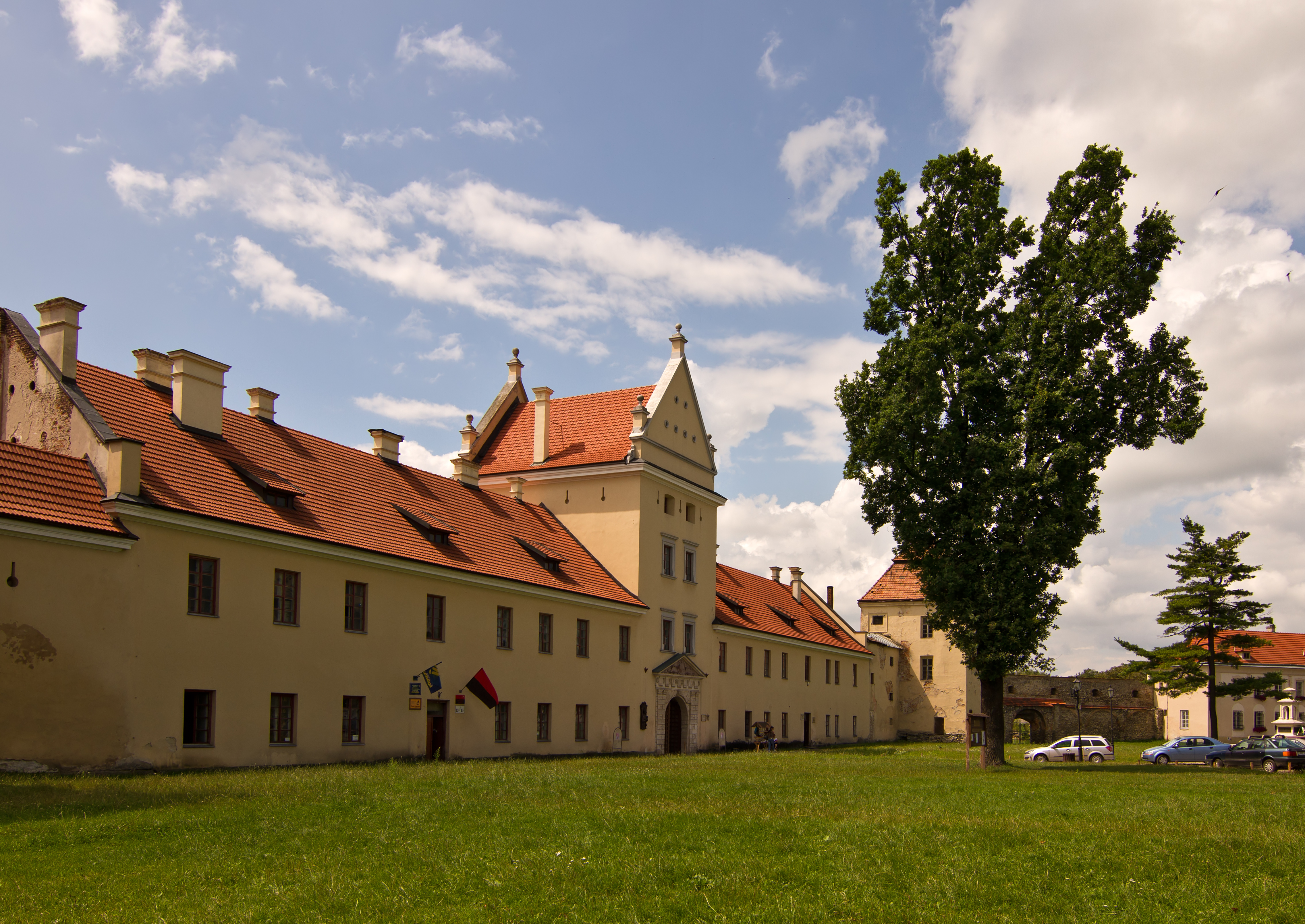
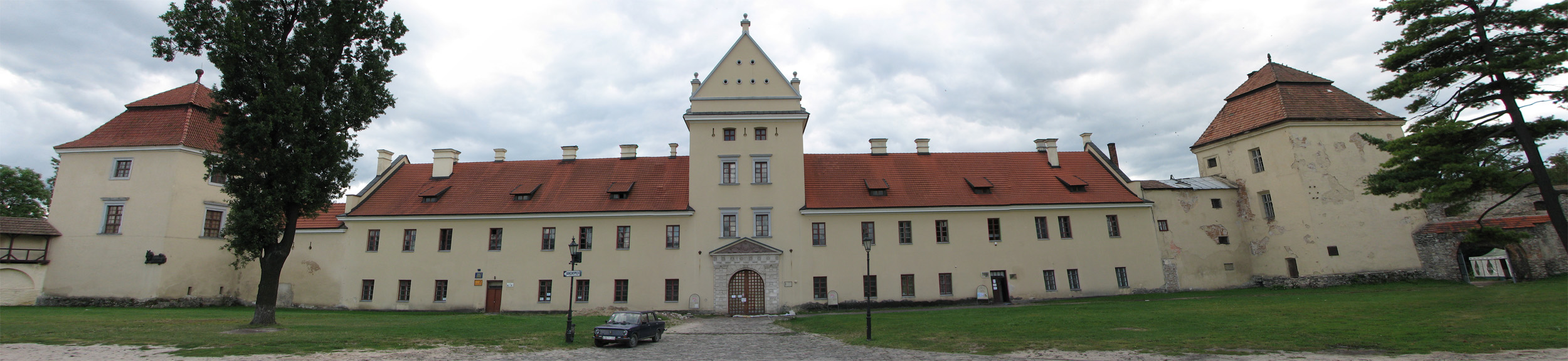
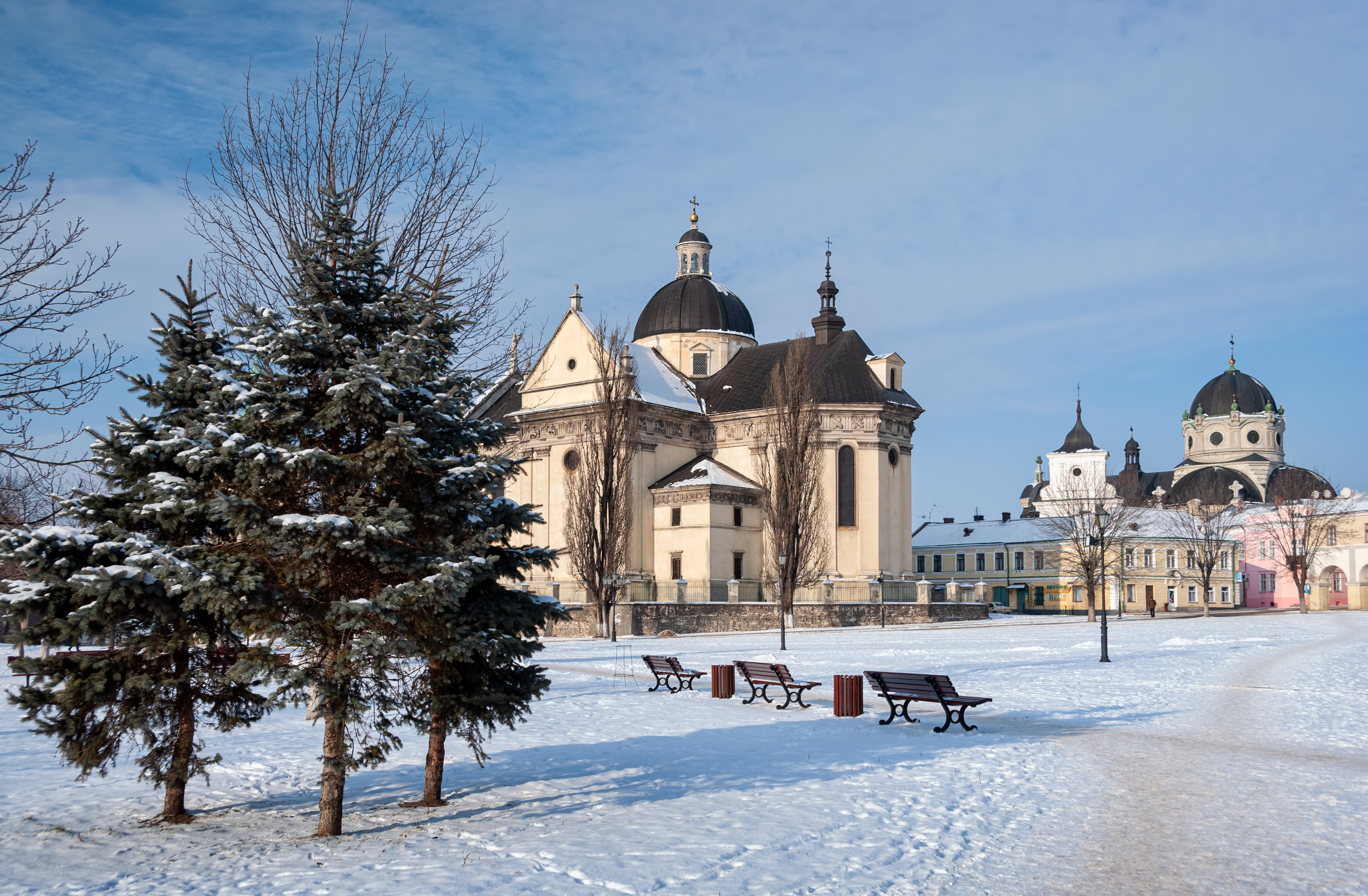
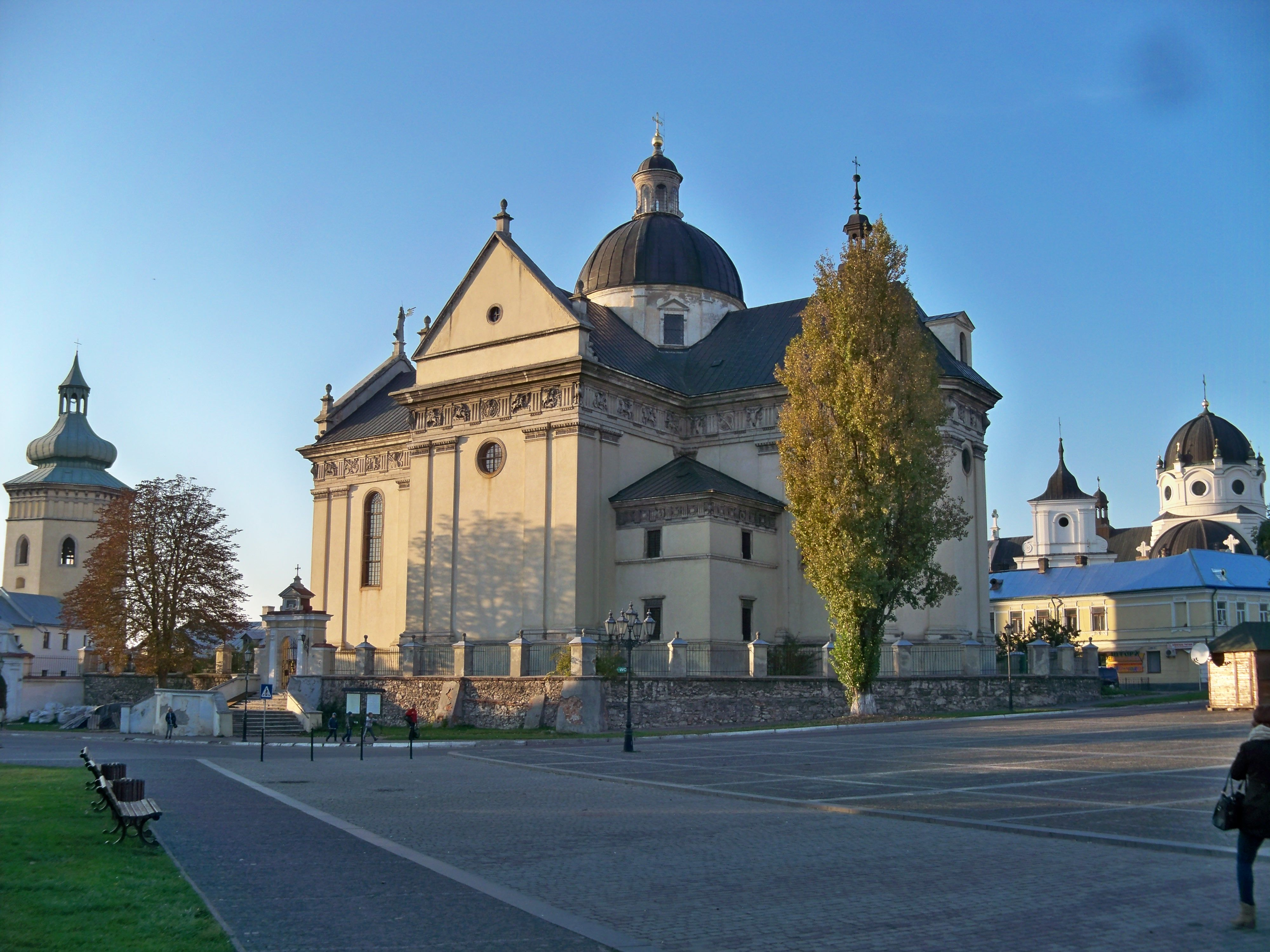
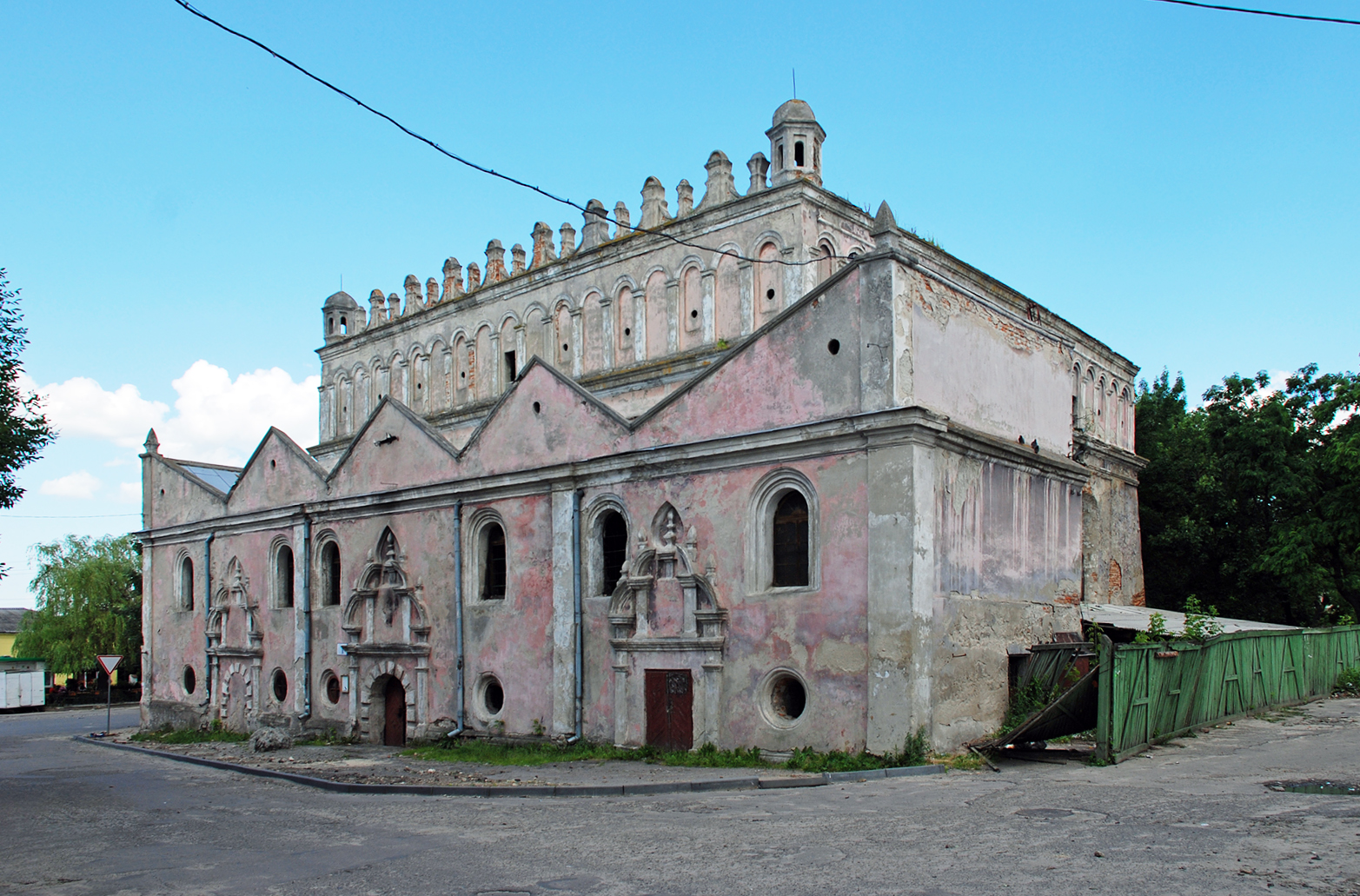
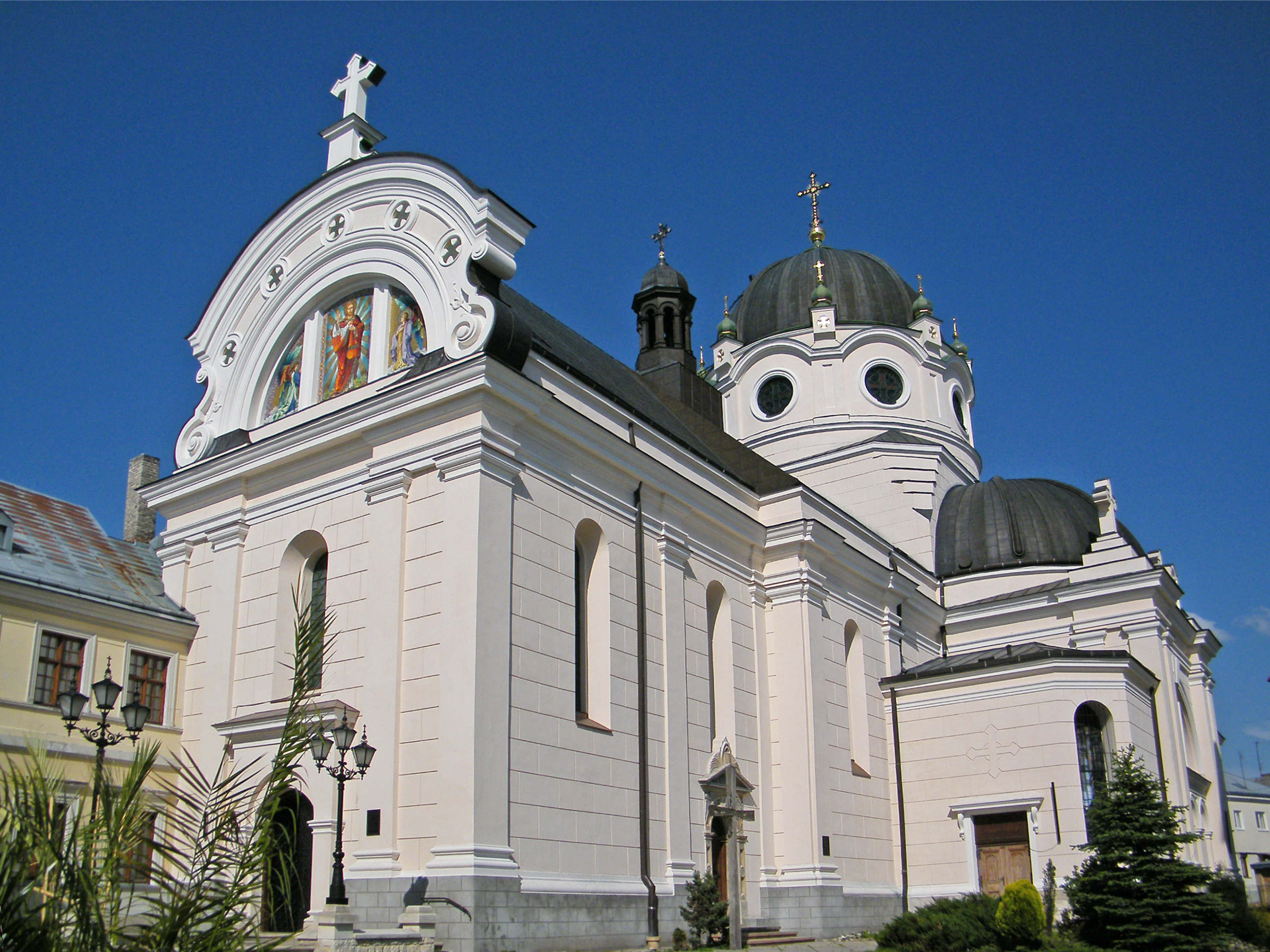
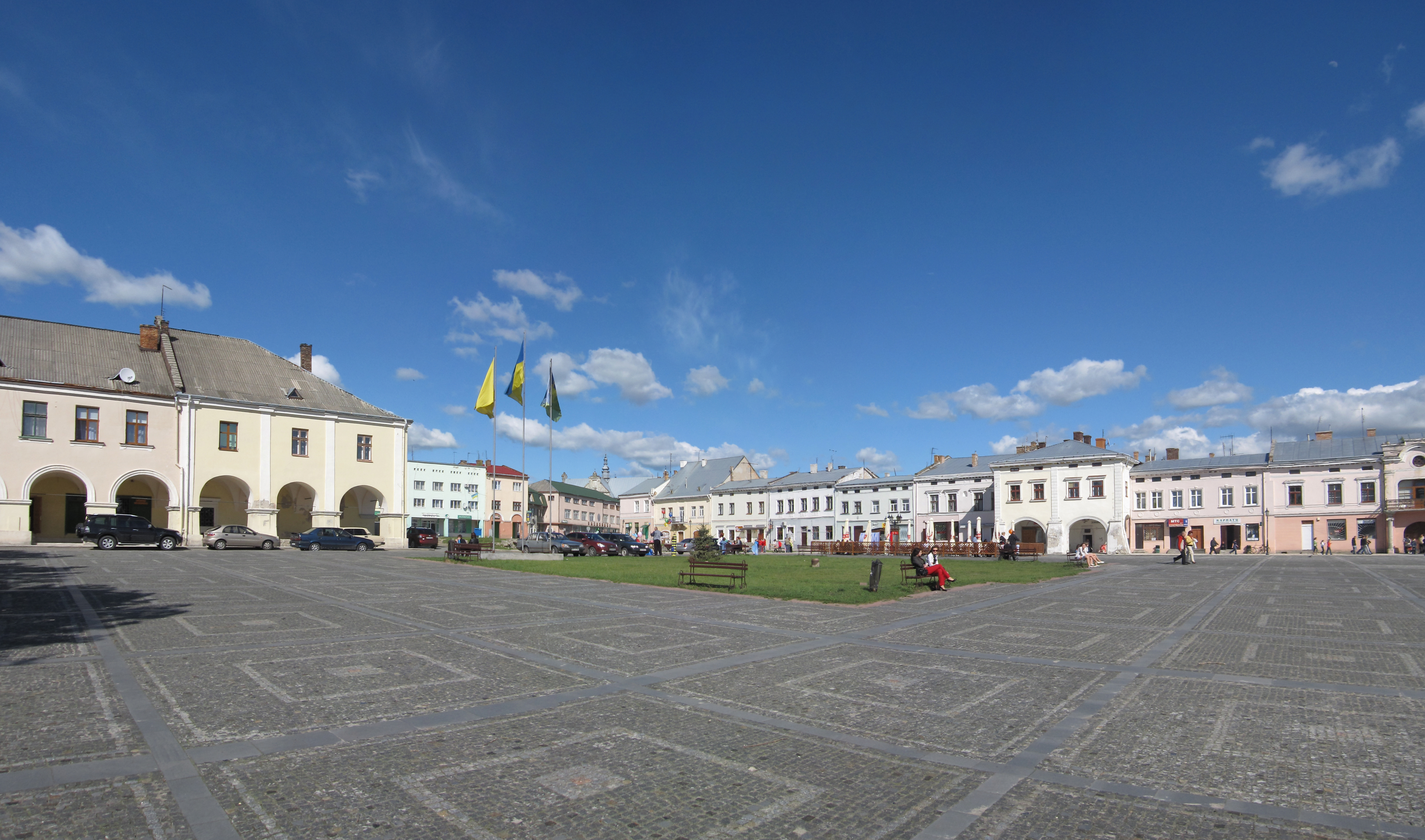
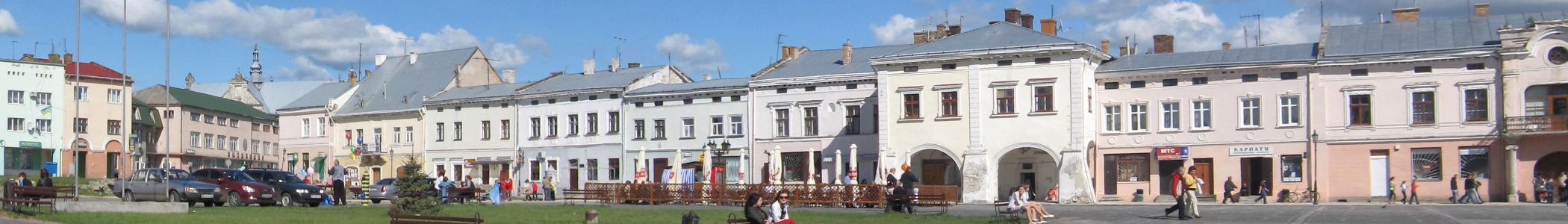
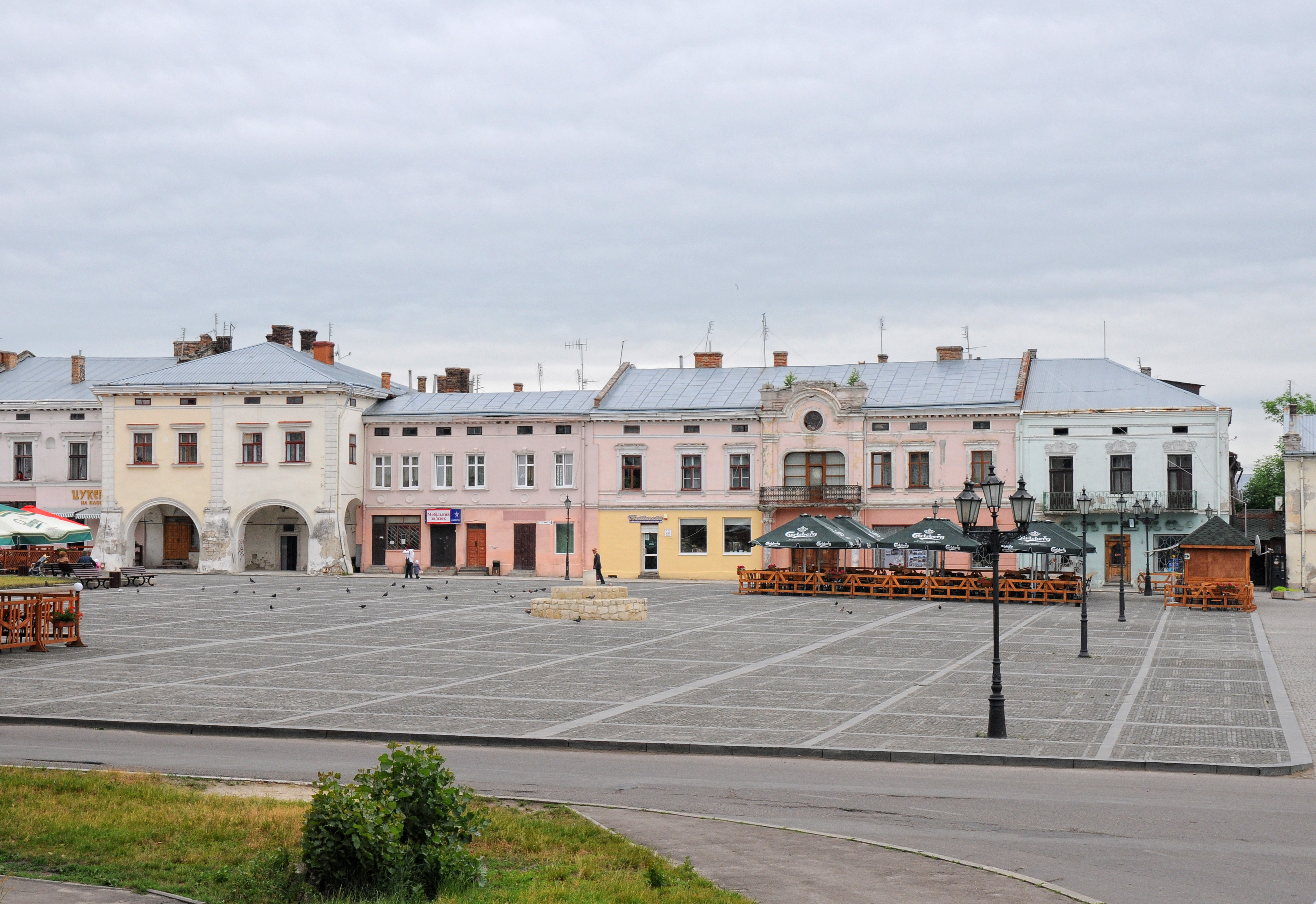